# Premi Noma de Publicació a Àfrica
El Premi Noma de Publicació a Àfrica (francès Le Prix Noma de Publication en Afrique), que es va concedir del 1980 al 2009, va ser un premi anual de 10.000 $ per a escriptors i acadèmics africans destacats que van publicar a Àfrica. Després de quatre anys de la seva creació, el premi "s'havia convertit en el gran premi dels llibres a l'Àfrica". Era un dels Premis Noma.
El premi va ser creat el 1979 per Shoichi Noma (mort el 1984), president de Kodansha Ltd, la major editorial japonesa, per encoratjar la publicació d'obres d'autors africans. El premi era anual i es lliurava a qualsevol llibre nou publicat en tres categories: literatura, juvenil i acadèmic. El premi era patrocinat per Kodansha Ltd, administrat pel trimestral African Book Publishing Record, i presentat sota els auspicis de la UNESCO. Els llibres eren admissibles en qualsevol de les llengües d'Àfrica, ja fossin locals o europees. El premi es va acabar el 2009 després que la família Noma deixés de patrocinar-lo.

## Guanyadors
- 1980: Une Si Longue Lettre per Mariama Bâ
- 1981: Health Education for the Community per Felix C. Adi
- 1982: The Brassman's Secret per Meshack Asare
- 1983: Criminal Procedure in Ghana per Austin N.E. Amissah
- 1984: Mesandiki wa Mau Mau Ithaamirio-in [memòries de presó en Gikuyu] per Gakaara wa Wanjau, Fools and other stories per Njabulo Ndebele
- 1985: La Trahison de Marianne per Bernard Nanga
- 1986: Sobreviver em Tarrafal de Santiago [poesia] per António Jacinto
- 1987: Villes de Côte d'Ivoire, 1893-1940 per Pierre Kipré
- 1988: Working Life. Factoris, Townships, and Popular Culture on the Rand, 1886-1940 per Luli Callinicos
- 1989: Bones per Chenjerai Hove
- 1990: Uprooting Poverty: The South African Challenge per Francis Wilson & Mamphela Ramphele
- 1991: Waiting Laughters [poesia] per Niyi Osundare
- 1992: A comme Algériennes per Souad Khodja; One Day, Long Ago. More Stories from a Shona Childhood per Charles Mungoshi, il·lustrat per Luke Toronga
- 1993: Third World Express per Mongane Wally Serote
- 1994: A Modern Economic History of Africa. Volume 1: The Nineteenth Century (Dakar: CODESRIA, 1993)
- 1995: Triomf per Marlene van Niekerk
- 1996: Destins paralleles per Kitia Toure
- 1997: Mfantsipim and the Making of Ghana: A Centenary History, 1876-1976 per A. Adu Boahen
- 1998: The Politics of Liberation in South Sudan: An Insider's View per Peter Adwok Nyaba
- 1999: L'interpretation des reves dans la region Senegambienne. Suivi de la clef des songes de la Senegambie de l'Egypte pharaonique et de la tradition islamique per Djibril Samb.[5]
- 2000: Ufundishaji wa Fasihi: Nadharia na Mbinu per Kimani Njogu & Rocha Chimera
- 2001: Odun Ifa/Ifa Festival per Abosede Emanuel
- 2002: The Arabic Novel: Bibliography and Critical Introduction, 1865-1995 per Hamdi Sakkut
- 2003: Walter and Albertina Sisulu. In Our Lifetime per Elinor Sisulu
- 2004: En 2004 el jurat va decidir no seleccionar un guanyador, però va donar quatre mencions honorables:
  - The Cry of Winnie Mandela per Njabulo Ndebele
  - The Plays of Miracle and Wonder per Brett Bailey
  - Lanre and the Queen of the Stream per Tunde Lawal-Solarin
  - A Dictionary of Yoruba Personal Names per Adeboye Babalola & Olugboyega Alaba
- 2005: La mémoire amputée per Werewere Liking
- 2006: In a Ribbon of Rhythm per Lebogang Mashile
- 2007: Strife per Shimmer Chinodya
- 2008: Beginnings of a Dream per Zachariah Rapola
- 2009: Lawless and Other Stories per Sefi Atta[6]